# Franz Gall
Franz Gall (Treviri, 2 settembre 1884 – Mestre, 27 dicembre 1944) è stato un militare tedesco.
Fu un pluridecorato Generalleutnant (Generale di Divisione) della Wehrmacht durante la Seconda Guerra Mondiale.

## Biografia
Venne insignito tra le varie onorificenze della Croce di Cavaliere della Croce di Ferro. La Croce di Cavaliere della Croce di Ferro veniva insignita solo a chi dimostrava estremo coraggio in battaglia o conseguiva grandi successi nel comando militare. Franz Gall venne ucciso il 27 Dicembre 1944 vicino a Mestre, Italia. Riposa nel cimitero militare tedesco di Costermano.

## Medaglie e Decorazioni
- Croce di Ferro (1914)
  - di 2' Classe
  - di 1' Classe
- Croce d'Onore della Guerra Mondiale1914/1918
- Croce di Ferro (1939)
  - 2nd Class
  - 1st Class
- Croce al Merito di Guerra con Spade
  - di 2' Classe
- Croce Cavaliere della Croce di Ferro, conferita il 19 Giugno 1944 assieme al Grado di Generale di Divisione per la Difesa dell'Isola d'Elba.